# Peter C. Granata
Peter Charles Granata (* 28. Oktober 1898 in Chicago, Illinois; † 29. September 1973 ebenda) war ein US-amerikanischer Politiker. In den Jahren 1931 und 1932 vertrat er den Bundesstaat Illinois im US-Repräsentantenhaus.

## Werdegang
Peter Granata besuchte die öffentlichen Schulen in Chicago und danach bis 1912 das dortige Bryant and Stratton Business College. Seit 1917 arbeitete er im Kohlegeschäft. Zwischen 1926 und 1928 war er in der Verwaltung der Staatsanwaltschaft von Chicago tätig. Danach fungierte er bis 1930 als Chief Deputy Coroner bei der Gerichtsmedizin. Politisch schloss er sich der Republikanischen Partei an. Im Jahr 1930 wurde er bei einer Nachwahl in das Repräsentantenhaus von Illinois gewählt.
Bei den Kongresswahlen des Jahres 1930 wurde Granata im achten Wahlbezirk von Illinois in das US-Repräsentantenhaus in Washington, D.C. gewählt, wo er am 4. März 1931 die Nachfolge des Demokraten Stanley H. Kunz antrat, den er bei der Wahl geschlagen hatte. Kunz legte jedoch gegen das Ergebnis Widerspruch ein. Als diesem entsprochen wurde, musste Granata am 5. April 1932 sein Abgeordnetenmandat an Kunz abtreten und aus dem Kongress ausscheiden.
Im Jahr 1932 bewarb er sich erfolglos um seine Rückkehr in das US-Repräsentantenhaus. Bis 1933 arbeitete Peter Granata in der Kohle- und Ölbranche. Von 1933 bis 1973 war er erneut Abgeordneter im Repräsentantenhaus von Illinois. Zwischen 1941 und 1943 war er Abteilungsleiter im dortigen Finanzministerium. Im Jahr 1948 wurde er Vizepräsident einer Glasfirma in Chicago. Er starb am 29. September 1973 in Chicago, wo er auch beigesetzt wurde.